# Гепатомегалія
Гепатомегалі́я — патологічне збільшення розмірів печінки.

## Патогенез

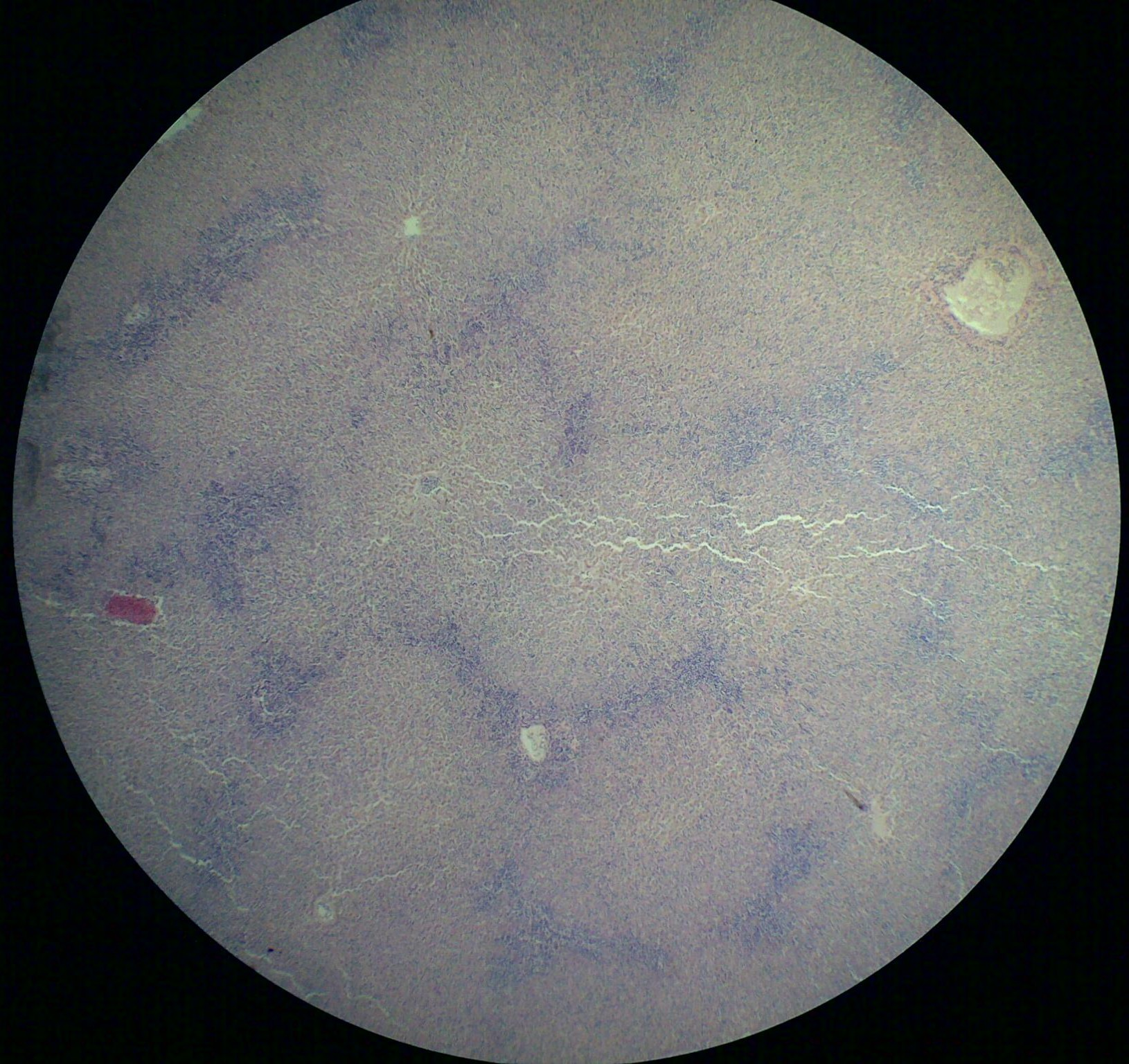
Інфільтрована лейкоцитами печінка при мієлолейкозі

Гепатомегалія характерна для багатьох захворювань печінки, є симптомом, зокрема, вірусних гепатитів, алкогольного жирового гепатозу, метаболічного синдрому з розвитком неалкогольного стеатогепатиту, тощо. Також гепатомегалію часто спостерігають при застійній серцевій недостатності. У цьому випадку гепатомегалія відбувається як наслідок застою крові в системі комірної вени печінки і переповнювання кров'ю печінкових венозних синусів. Гепатомегалію також можна виявити при хронічних інфекціях, інтоксикаціях, в знешкодженні яких печінка відіграє важливу роль. Гепатомегалія буває і при пухлинній інфільтрації печінки — як при первинній карциномі печінки, так і при метастазах злоякісних пухлин інших органів у печінку.
Виражену гепатомегалію спостерігають при лейкозах і інших гемобластозах, у результаті масивної інфільтрації тканини печінки злоякісними лейкозними або лімфобластними клітинами, або в результаті утворення в печінці вогнищ позакістковомозкового (екстрамедулярного) кровотворення. У цих випадках печінка деколи досягає величезних розмірів, займаючи більше половини черевної порожнини й іноді досягаючи ваги близько 10—20 кг.
Досить часто збільшення печінки поєднується із збільшенням селезінки, тоді мова йде про гепатоспленомегалію.

## Виявлення
Якщо при перкусії розмір печінки по linea medioclavicularis dextra перевищує 12 см чи пальпують ліву долю печінки в епігастральної області, відзначають збільшення печінки. Важливо виключити опущення печінки (наприклад, при хронічному обструктивному захворюванні легень чи надиманні правої легені) чи розташування в правому верхньому квадранті інших тканин (збільшений жовчний міхур, пухлина нирки чи кишки). Розміри печінки краще визначати за допомогою комп'ютерної томографії (КТ) або ультразвукового дослідження (УЗД). Важливо оцінити контури і рисунок тканини органу; збільшення тих чи інших ділянок тканини; «кам'яниста» консистенція передбачує наявність пухлини; біль при пальпації каже про запалення (гепатит) чи швидке збільшення розмірів органу (недостатність правих відділів серця, хвороба Бадда — Кіарі, гостра жирова дистрофія при синдромі Рея, гестозі вагітних).

## Причини
Найважливіші причини гепатомегалії:
- Судинний застій: недостатність правих відділів серця (включаючи ураження трьохсхідчастого клапану), хвороба Бадда-Кіарі.
- Інфільтративні процеси: накопичення жиру («жирна» печінка, наприклад, етанол, цукровий діабет, надмірне парентеральне харчування, вагітність), лімфома або лейкоз, екстрамедуллярне кровотворення, амілоїдоз, саркоїдозі, ураження печінки при гемохроматоз, хворобі Гоше, глікогенозі.
- Запальні захворювання: вірусний, медикаментозний гепатит, гранулематозний гепатит при туберкульозі, цитомегаловірусній інфекції, інших герпесвірусних інфекціях, цироз печінки як наслідок запальних процесів у печінці.
- Пухлини: первинна гепатокарцинома, метастатичний рак, вогнищева вузликова гіперплазія, аденома печінки.
- Кисти: полікістоз печінки.